# Kevin Stone (boogschutter)
Kevin James Stone (Kodak, (Tennessee), 31 maart 1961) is een Amerikaans boogschutter.
Stone was onderofficier van het Amerikaanse leger, tot hij in 1987 een catastrofale verwonding opliep. Hij zit sindsdien in een rolstoel. Als onderdeel van een revalidatieprogramma begon hij met schietsport. Hij won hiermee sinds 1997 nationale en internationale prijzen. Later maakte hij de overstap naar het boogschieten.
Op de Paralympische Zomerspelen in Athene (2004) behaalde hij met het team (met Jeff Fabry en Aaron Cross) een bronzen medaille. Stone wist zich ook te kwalificeren voor de Spelen in Peking (2008).

## Palmares
| 2004 Paralympische Zomerspelen (team) |